# 地植物学
地植物学（geobotany），也称为植物群落学（phytocoenology）
是植物學的一支，研究植物与地球的環境之間關係，此一名詞在19世纪時即开始使用，該學科主要是研究地球上植物的分布（稱作植物区系地理学）、各地區環境對植物的不同影響（稱作植物生态地理学）以及地球的地史变化与植物變展史的關係等等。